# Dwór w Ściejowicach
Dwór w Ściejowicach – znajdujący się w Ściejowicach, w powiecie krakowskim. Dwór, oficyna ze stajnią, stelmacharnia wpisany został do rejestru zabytków nieruchomych Wojewódzkiego Urzędu Ochrony Zabytków w Krakowie.
Klasycystyczny dwór pochodzi z I. poł. XIX wieku, wokół pozostałości dawnego parku o charakterze romantycznym założonego ok. 1850 roku.